# Peine de oro escita

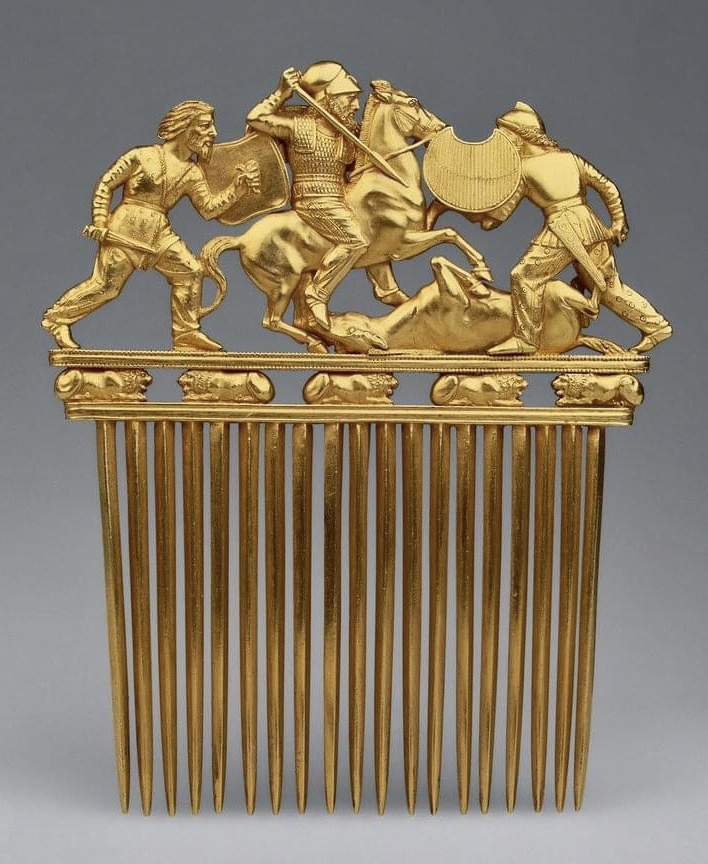
Peine de oro escita, expuesto en el Museo del Hermitage, situado en San Petersburgo, Rusia.

Territorio ocupado por los escitas en el año 100 a. C.

El peine de oro escita es un objeto que se ha datado entre los años 430 y 390 a. C., y que fue elaborado por el pueblo escita, cultura indoeuropea de las estepas del norte del mar Caspio y originario de la cuenca del río Volga o del Asia central, que avanzó hacia Europa del este hacia el 700 a. C., cuya lengua, el antiguo osetio o alánico, pertenecía a la de las lenguas iranias (como el persa o el kurdo).

## Hallazgo e Historia
El peine de oro, fue hallado en el año 1913, por el arqueólogo ruso Nikolái Veselovski (Николай Иванович Веселовский; noviembre de 1848 - 30 de marzo de 1918), en un kurgán, o túmulo funerario, llamado Kurgán de Solokha, situado en la ribera izquierda del río Dniéper, a 18 kilómetros de la ciudad ucraniana de Velikaya Znamenka, (cerca de Nikopol), monumento funerario de 19 m de alto y con un diámetro de aproximadamente 100 m y que contenía dos tumbas reales escitas, una central y otra lateral, siendo en esta última donde se halló el peine de oro junto con otros objetos escitas de incalculable valor.

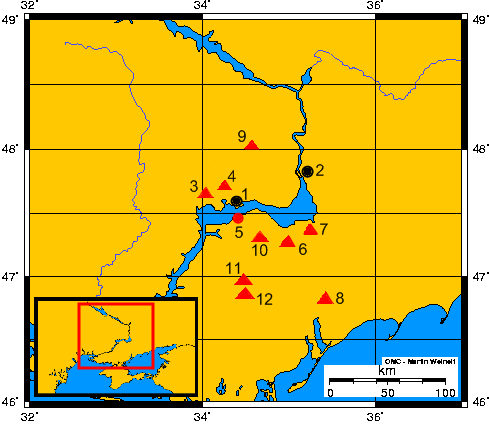
Ubicación de la capital escita y de los kurganes reales., hallados hasta ahora:
- 1) Nikopol (współczesne miasto/modern town)
- 2) Zaporoże (współczesne miasto) - Zaporizhia (modern town)
- 3) Tołstaja Mogiła (kurhan) - Towstaya Mogila (kurgan)
- 4) Czertomłyk (kurhan) - Chertomlyk (kurgan)
- 5) Grodzisko Kamienskoje – Kamienskoye settlement
- 6) Sołocha (kurhan) – Solokha (kurgan)
- 7) Gajmanowa Mogiła (kurhan) - Gaymanova Mogila
- 8) Kurhan Melitopolski - Melitopol's kurgan
- 9) Kurhan Aleksandropolski - Alexandropol's kurgan
- 10) Bolszaja Cymbałka (kurhan) - Bolshaya Tsymbalka (kurgan)
- 11) Kozieł (kurhan) - Kozel (kurgan)
- 12) Oguz (kurhan) - Oguz (kurgan)
territorios del actual Ucrania.

Los nobles escitas solían ser enterrados junto a sus caballos, sus esposas o sirvientes y además con objetos de oro y armas.

## Características
- Material: Oro.
- Altura: 12.6 cm
- Anchura: 10,2 cm.
- Peso: 294,1 gramos.
- Decoración: Representación de una batalla entre tres guerreros escitas.